# Iván Juárez
Iván Mauricio Juárez (San Francisco, Córdoba, Argentina, 20 de octubre de 1976) es un exfutbolista y director técnico argentino que se desempeñaba como mediocampista. En agosto de 2024 se convirtió en el nuevo DT de Atlético Rafaela, asumiendo el gran desafío y la ardua tarea de mantener al club en la categoría. 
Lleva convertidos 37 goles con la camiseta de Atlético Rafaela hasta el torneo Final 2013, como también es el jugador con más presencias en la historia del club. Fue ayudante de campo de Iván Delfino en San Martín de Tucumán.

## Clubes
| Club                         | País      | Año         |
| ---------------------------- | --------- | ----------- |
| Atlético Rafaela             | Argentina | 2001-2002   |
| Macará                       | Ecuador   | 1999-2000   |
| Atlético Rafaela             | Argentina | 2003-2004   |
| Banfield                     | Argentina | 2004        |
| Ferro                        | Argentina | 2005        |
| Atlético Rafaela             | Argentina | 2005-2013   |
| Sportivo Belgrano            | Argentina | 2013 - 2014 |
| Mitre de Santiago del Estero | Argentina | 2014 - 2015 |

### Como entrenador
| Club             | País      | Año           | PJ | PG | PE | PP | GF | GC | DG | EF%    |
| ---------------- | --------- | ------------- | -- | -- | -- | -- | -- | -- | -- | ------ |
| Atlético Rafaela | Argentina | 2024-presente | 31 | 12 | 12 | 7  | 32 | 24 | +8 | 51.61% |
| Total            | Total     | Total         | 31 | 12 | 12 | 7  | 32 | 24 | +8 | 51.61% |

## Títulos
| Título             | Club                | País      | Año  |
| ------------------ | ------------------- | --------- | ---- |
| Primera B Nacional | Atlético de Rafaela | Argentina | 2003 |
| Primera B Nacional | Atlético de Rafaela | Argentina | 2011 |